# Hannes Björninen
Hannes Björninen (Lahti, 19 de outubro de 1995) é um jogador de hóquei no gelo finlandês. Ele pertence ao Jokerit da Kontinental Hockey League (KHL).
Björninen fez sua estreia na Liiga jogando com o Lahti Pelicans durante a temporada 2014-15. Nos Jogos Olímpicos de Inverno de 2022 em Pequim, conquistou a medalha de ouro no torneio masculino.